# Thomas Faucomberge
Thomas Faucomberge, The Bastard of Fauconberg, född före 1451, död 22 september 1471 (halshuggen), utomäktenskaplig son till William Neville, 1:e earl av Kent. Han var under Rosornas krig, allierad med sin kusin Richard Neville, 16:e earl av Warwick, och bytte sidor tillsammans med honom.